# أسد الله سروري
أسد الله سروري (بالفارسية: اسد الله سرورى) هو سياسي أفغاني سابق، وسفير سابق إلى الجمهورية الشعبية المنغولية ومجرم حرب مدان، كان ينتمي إلى فصيل خلق من الحزب الديمقراطي الشعبي الأفغاني الشيوعي. ولد في ولاية غزني.